# Bràulia Cànovas Mulero

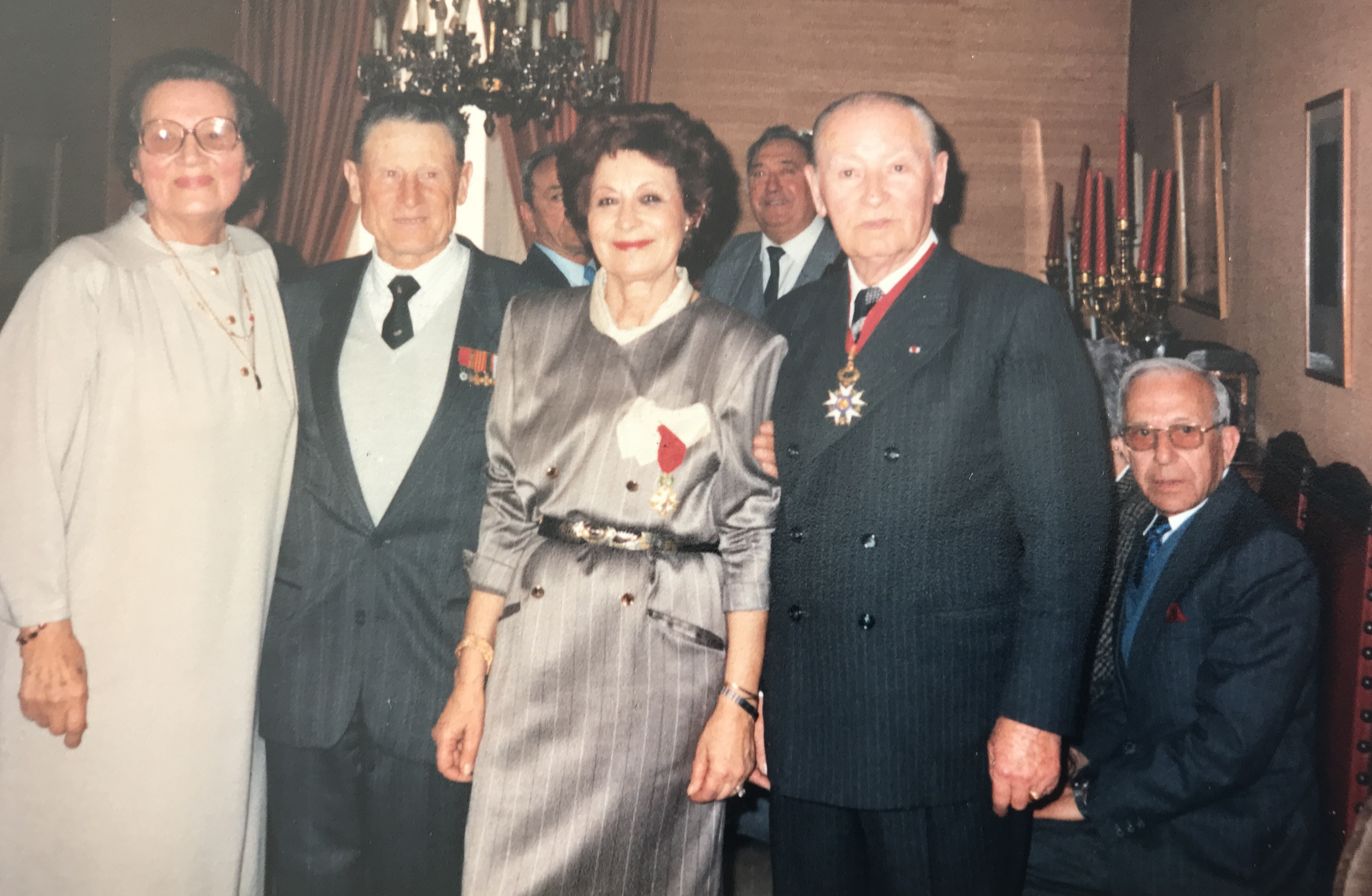
Braulia Cánovas el 1988 amb la creu d'Officier de la Legion d'Honneur atorgada pel Govern francès.

Bràulia Cànovas Mulero (Alhama de Murcia, 8 de gener del 1920 – Barcelona, 23 de desembre del 1993) va ser una militant republicana espanyola, va ser activista de la CNT durant la guerra civil espanyola i va lluitar contra els nazis en la Resistència francesa sota el nom de Monique. Va sobreviure als camps de concentració i va ser alliberada del de Bergen-Belsen el 15 d'abril de 1945.

## Trajectòria
Filla de Francisco Cánovas Rubio i de María Mulero Melgarejo, que van emigrar a Barcelona al voltant del 1930. Va lluitar contra els nazis en la Resistència francesa i era coneguda pel nom de Monique. El 9 de maig de 1943 va ser detinguda per l'exèrcit nazi a Perpinyà i traslladada el 16 de maig a la presó militar de Fresnes. Posteriorment va ser transferida al camp de treball de Compiègne i el 3 de febrer de 1944 va acabar deportada al camp de concentració de Ravensbrück per a dones. Va viatjar fins allí en un comboi amb altres 27.000 dones que havien estat identificades.
A Ravensbrück Cánovas va ser marcada amb el núm. 27697 i, després d'un temps allà, va començar a servir com a força de treball amb altres 1.000 dones a Hannover-Limmer, en una cadena de muntatge per a l'empresa Continental Gummi-Werke per a la fabricació de màscares de gas. A finals d'abril de 1944 va ser traslladada amb el número 5520 cap al camp de concentració de Bergen-Belsen quan les tropes aliades s'acostaven a Ravensbrück. Un any després, el 15 d'abril de 1945, va ser alliberada.

## Reconeixements
Poc després d'acabar la Segona Guerra Mundial, el Govern francès va nomenar a Cánovas Chevalier de la Légion d'Honneur a títol militar, com a senyal d'agraïment en la seva lluita per la llibertat contra el feixisme. Posteriorment, el 1988, de nou de la mà del Govern francès, va obtenir la creu de Officier de la Legion d'Honneur a títol militar, reconeixement que es va fer només a alguns espanyols. El 2012 el nom de Cánovas va aparèixer al llistat oficial de les persones que van ajudar a França durant l'ocupació nazi per al seu reconeixement a proposta de les Forces Armades dels Estats Units, d'acord amb el registre de supervivents de la Segona Guerra Mundial.
El 30 de gener de 2018 tots els grups amb representació municipal a Alhama de Murcia, el Partit Socialista, el Partit Popular, Esquerra Unida-Verds i Ciutadans van acordar el reconeixement dels alhamenys presos i assassinats en els camps de concentració nazis. Gràcies a aquest acord, al maig del mateix any, l'Ajuntament d'Alhama de Múrcia va rendir un homenatge a cinc dels seus veïns: Braulia Cánovas Mulero, Antonio Martínez Baños, Francisco Aledo Martínez, José María Martínez Costa i José Cerón García, mitjançant un monòlit que recorda a aquestes víctimes del nazisme i que està situat en el Jardí dels Màrtirs. L'obra conté la inscripció: "Als alemanys presoners en camps de concentració nazi pel seu compromís amb la llibertat". Aquest procés es va iniciar el 2015 gràcies a la intervenció de l'historiador Víctor Peñalver, que va aconseguir que diversos consistoris de la regió de Múrcia aprovessin mocions de reconeixement als deportats pel franquisme.
El 2018, 25 anys després de la seva mort, els seus familiars van poder recuperar el seu rellotge i anell requisats durant la seva estada als camps de concentració.